# .alsace
.alsace est le nom du domaine de premier niveau générique destiné aux sites Web en rapport avec la région Alsace en France.

## Lancement du nom de domaine
Le nom  de domaine « .alsace » a été approuvé par l'ICANN en juillet 2013 et introduit dans la zone racine du DNS (DNS root zone) le 19 janvier 2015 pour les entreprises locales, associations, organisations publiques et le 7 avril 2015 pour le grand public.
Cette création s'inscrit dans un programme de nouvelles extensions internet lancé en 2012 par l'ICANN. Quatre autres extensions géographiques françaises sont également ouvertes à l'enregistrement dans le cadre de ce programme mondial : le .paris pour la ville de Paris, le .bzh pour la Bretagne, le .corsica pour la Corse et le .eus pour le Pays basque.

## Statistiques d'usage
En avril 2025, environ 2 450 domaines utilisent l'extension .alsace.